# Злобин, Иван Михайлович
Ива́н Миха́йлович Злобин (1854 — 1916) — генерал-лейтенант, инспектор артиллерии Казанского военного округа.

## Биография
Православный. Из потомственных дворян Тульской губернии.
Окончил 1-й Московский кадетский корпус (1871) и 3-е военное Александровское училище (1873), откуда выпущен был прапорщиком в 14-ю артиллерийскую бригаду.
Чины: подпоручик (1874), поручик (1876), штабс-капитан (1878), капитан (1882), подполковник (1895), полковник (за отличие, 1904), генерал-майор (1909), генерал-лейтенант (за отличие, 1915).
В составе 8-го армейского корпуса участвовал в русско-турецкой войне 1877—1878 годов, в том числе: в переправе через Дунай 14 июля 1877 года, в походе на Шипкинский перевал и его обороне, а также в походе на Адрианополь и Сан-Стефано. С 13 апреля по 25 ноября 1878 года состоял старшим адъютантом управления начальника артиллерии означенного корпуса.
Окончил Офицерскую артиллерийскую школу. Более 9 лет командовал батареей в 33-й артиллерийской бригаде. Затем командовал 1-м дивизионом 12-й артиллерийской бригады (1904—1905) и 3-м дивизионом 33-й артиллерийской бригады (1905—1909), 13-й артиллерийской бригадой (1909—1914).
16 января 1914 года назначен исполняющим должность инспектора артиллерии 3-го Сибирского армейского корпуса, а 22 марта 1915 года произведен в генерал-лейтенанты с утверждением в должности. Участник Первой мировой войны. 9 января 1916 года назначен инспектором артиллерии Казанского военного округа.
Умер 30 октября 1916 года от болезни в Казани.

## Награды
- Орден Святого Станислава 3-й ст. с мечами и бантом (1877)
- Орден Святой Анны 4-й ст. с надписью «за храбрость» (1877)
- Орден Святого Станислава 2-й ст. с мечами (1879)
- Орден Святой Анны 2-й ст. (1883)
- Орден Святого Владимира 3-й ст. (1906)
- Орден Святого Станислава 1-й ст. (1912)
- Орден Святой Анны 1-й ст. с мечами (ВП 31.12.1914)
- Орден Святого Владимира 2-й ст. с мечами (ВП 26.05.1915)
- мечи к ордену Св. Станислава 1-й ст. (ВП 18.03.1916)